# Guillermo del Pino
Guillermo del Pino Luque (n. Córdoba, España; 12 de enero de 2007) es un jugador español de baloncesto. Juega como base o escolta y actualmente forma parte del equipo universitario de los Maryland Terrapins en la NCAA. Fue MVP del Campeonato Europeo Sub-16 de 2023 y héroe del Europeo Sub-18 de 2025, donde anotó un triple decisivo.

## Trayectoria
Se formó desde los 3 hasta los 14 años en el Cordobasket y posteriormente militó en la cantera del Unicaja. Debutó con el primer equipo en la Basketball Champions League en la temporada 2023-24. En la temporada 2024-25 regresó a Coto Córdoba para jugar en la Segunda FEB. Está previsto que para 2025-26 juegue en la NCAA con los Maryland Terrapins.

## Selección nacional
Fue MVP y campeón del Eurobasket Sub-16 en 2023, liderando a España con 14,6 puntos por partido y actuaciones estelares como 26 puntos en cuartos ante Eslovenia y 22 en la final contra Italia. 
En 2025, lideró otra remontada heroica en el Campeonato Europeo Sub-18: anotó 23 puntos en la final ante Francia e impactó con un triple decisivo a solo 1,4 segundos del final, llevando a España al oro.

## Palmarés
- Campeón y MVP del Eurobasket Sub-16 con España (2023).[3]
- Campeón del Eurobasket Sub-18 con España (2025).[6]